# Венгерско-румынские отношения
Венгерско-румынские отношения — двусторонние дипломатические отношения между Венгрией и Румынией. Обе страны являются членами НАТО и Европейского союза. Протяжённость государственной границы между странами составляет 424 км.

## История
После окончания Второй мировой войны Румыния и Венгрия стали социалистическими республиками, но двусторонние отношения были омрачены исторической враждебностью. На протяжении 1970-х и 1980-х годов между странами продолжались дипломатические трения. В 1977 году Генеральный Секретарь ЦК ВСРП Янош Кадар посетил Румынию, где провёл встречу с президентом Социалистической Республики Румыния Николае Чаушеску. Лидеры стран подписали всеобъемлющее соглашение, регулирующее двусторонние отношения. Соглашение предусматривало создание культурного обмена между странами, а также открытие дополнительных консульств в Сегеде и Клуж-Напоке. Венгерское правительство надеялось, что подписание соглашения позволит улучшить взаимоотношения румын с венгерским меньшинством в Румынии, но режим Чаушеску не выполнил свои обязательства и продолжил политику принудительной ассимиляции под видом укрепления национального единства.
В 1980-е годы венгерско-румынские отношения оставались напряжёнными. Венгерское правительство начало выражать озабоченность по поводу этнической ассимиляции венгров в Румынии. В 1982 году в средствах массовой информации появились сообщения о жестоком обращении с венгерским меньшинством в Трансильвании, что ещё сильнее усугубило отношения. В Румынии также произошёл всплеск антивенгерской пропаганды по случаю годовщины объединения Румынии с Трансильванией, что опустило отношения до самого низкого уровня со времен окончания Второй мировой войны. В 1985 году секретарь ЦК ВСРП по международным отношениям обвинил Румынию в создании препятствий в контактах между трансильванскими этническими венграми и гражданами Венгрии. На следующий день Николае Чаушеску на пленуме ЦК подверг критике венгерский «национализм, шовинизм и реваншизм». В свою очередь, Радио Будапешта обвинило Румынию в невыполнении Соглашения 1977 года, подписанное Кадаром и Чаушеску. В 1986 году Министерство культуры Венгрии издало трёхтомник Истории Трансильвании. Николае Чаушеску выступил на пленуме, назвав появление трёхтомника как «возрождение хортизма, фашизма и расизма реакционных империалистических кругов». В 1987 году отношения между двумя странами ухудшились ещё сильнее, что привело к оттоку еще большого числа этнических венгров из Румынии. Венгерское правительство создало межведомственный комитет и выделило сумму около 5 млн долларов США для принятия венгерских беженцев. В то же время, 40 000 человек прошли маршем к посольству Румынии в Будапеште в знак протеста против запланированного сноса трансильванских деревень. Венгерские протестующие считали снос деревень попыткой Румынии рассеять трансильванских венгров, которых там проживало около 2,5 миллионов человек. После демонстрации в Венгрии, Румыния объявила о закрытии консульства в городе Клуж-Напоке и заявила, что Венгрии необходимо освободить свое посольство в Бухаресте, которое будет преобразовано в культурный центр.
В августе 1988 года новый венгерский лидер Карой Грос встретился с Чаушеску в румынском городе Арад, что стало первой встречей между лидерами этих стран за более чем десять лет. Однако, встреча не принесла плодов, так как румыны отказались принимать предложения венгров по нормализации отношений. Румыния отказалась возобновлять деятельность румынского представительства в Дебрецене и венгерского — в Клуж-Напоке. Также румыны отказались прекращать программу реформы сельского хозяйства. В марте 1989 года Венгрия объявила, что будет подавать жалобу в Комиссию по правам человека ООН в Женеве по поводу отказа Румынии соблюдать соглашение 1977 года, а также её политики принудительной ассимиляции меньшинств и потоке беженцев в Венгрию. В Женеве венгерский представитель обвинил Румынию в «серьезных нарушениях основных прав человека», а представитель Румынии упрекнул Венгрию в «преследовании ирредентистических целей». В связи с этим правительство Венгрии решило присоединиться к Женевской конвенции о статусе беженцев и начала создавать лагеря для беженцев в восточной части страны и в Будапеште. Шведский представитель Комиссии ООН по правам человека представил резолюцию, призывающую к расследованию предполагаемых нарушений прав человека со стороны Румынии. Соавторами инициативы стали: Австралия, Австрия, Великобритания, Франция и Португалия.
25 июля 2015 года премьер-министр Венгрии Виктор Орбан посетил Трансильванию, спорную территорию между Венгрией и Румынией. По результатам визита премьер Венгрии разместил в Facebook фотографии металлических эмблем и деревянных бейджей с гравировкой карты, флагов и геральдики «Великой Венгрии», которые продавались в Трансильвании. Изображения вызвали возмущение в МИД Румынии, которое назвало действия Орбана ревизионизмом.

## Экономика
В 2014 году Румыния являлась вторым по величине торгово-экономическим партнёром Венгрии, экспортировав товаров из этой страны на сумму 5,75 млрд. долларов США. В 2014 году Венгрия являлась пятым по величине торгово-экономическим партнёром Румынии, экспортировав товаров из этой страны на сумму 2,96 млрд. долларов США.
Между Румынией и Венгрией действует газовый интерконнектор мощностью 2,5 млрд м3 газа в год. По интерконнектору планируется поставлять газ в Венгрию транзитом через Румынию из месторождений Чёрного моря.